# کروگلویه
کروگلویه (به لاتین: Krugloye) یک منطقهٔ مسکونی در روسیه است که در استان آمور واقع شده‌است.